# Лада (хокейний клуб)
Хокейний клуб «Лада» — хокейний клуб з м. Тольятті, Росія. Заснований у 1976 році як «Торпедо» (Тольятті), з 1989 року носить назву «Лада». Виступає у чемпіонаті Континентальної хокейної ліги. З 2010 по 2014 роки виступав у Вищій хокейній лізі.
Домашні ігри команда проводить у Льодовому палаці «Лада-Арена» (6 100). Офіційні кольори клубу білий, синій і червоний.

## Історія
Команда заснована к 1976 році. П'ять сезонів провела у другій лізі СРСР (третій дивізіон), десять — у першій лізі СРСР (другий дивізіон), один — у вищій лізі СНД (перший дивізіон), чотири — у Міжнаціональній хокейній лізі, три — у Російській хокейній лізі, дванадцять — в Суперлізі чемпіонату Росії, один — у Континентальній хокейній лізі.
З початку свого існування команда мала назву «Торпедо», а у 1989 році змінила свою назву на «Лада» — на ім'я російської марки автомобіля, який випускається володарем команди — акціонерним товариством «АвтоВАЗ».
У 1991 році під керівництвом Геннадія Цигурова «Лада» виграла турнір у першій лізі і підвищилась до елітного дивізіону, де у рік дебюту посіла 9 місце. У першому чемпіонаті Міжнаціональної хокейної лізи (сезон 1992—1993) команда виграла турнір у Східній конференції, а у серії плей-оф дійшла до фіналу, ставши у підсумку володарем срібних медалей.
Сезон 1993—94 став успішним для команди. Вперше в історії російсько-радянського хокею немосковська команда стала абсолютним переможцем чемпіонату, вигравши золоті медалі за підсумками чотириколового регулярного сезону, а потім і Кубок міжнаціональної хокейної ліги в серії плей-оф.
У грудні 1994 року «Лада» перше в історії взяла участь у фіналі клубного Кубка Європи, який проходив у Фінляндії. Програвши лише суперфінальний матч клубу «Йокеріт» (Гельсінкі), команда здобула срібні медалі, отримавши титул віце-чемпіона Європи. У цьому ж сезоні «Лада» знову виграла турнір у Східній конференції чемпіонату МХЛ і знову вийшла в фінал серії плей-оф, ставши володарем срібних медалей.
З 2010 по 2014 роки «Лада» виступала у Вищій хокейній лізі. У 2014 році команда повернулась до КХЛ.

## Досягнення
- Чемпіон МХЛ (1994, 1996), срібний призер (1993, 1995)
- Чемпіон Росії (1994, 1996), срібний призер (1993, 1995, 1997, 2005), бронзовий призер (2003, 2004)
- Переможець Першої ліги СРСР (1991), срібний призер (1986)
- Володар Кубка МХЛ (1994)
- Володар Кубка Європи (1997)
- Володар Континентального кубка (2006).

## Відомі гравці
Найсильніші гравці різних років:
- воротарі: Сергій Ніколаєв, Максим Михайловський, Майк Фаунтін, Жан-Франсуа Лаббе, Юссі Маркканен;
- захисники: Володимир Тарасов, Михайло Баландін, Олег Волков, Олег Романов, Олег Давидов, Денис Цигуров, Артур Октябрьов, Олег Хмиль;
- нападники: Олександр Іванов, В'ячеслав Безукладников, Анатолій Ємелін, Іван Свинцицький, Денис Метлюк, Юрій Злов, Олександр Нестеров, Павло Десятков, Андрій Тарасенко, Юрій Буцаєв, Сергій Шиханов, Максим Балмочних, Ігор Григоренко